# Polly Holliday
Polly Holliday (Jasper (Alabama), 2 juli 1937) is een Amerikaans actrice. Ze speelde onder meer Florence Jean 'Flo' Castleberry in de komedieserie Alice en later in haar eigen spin-off Flo.

## Biografie
Holliday was lid van het toneelgezelschap Asolo Repertory Company in Florida, voordat ze op tv doorbrak in de televisieserie Alice. Gedurende de show kenmerkte haar personage zich door de gevleugelde uitspraak "Kiss my grits!" Na vier jaar Alice (1976-1980), kreeg ze haar eigen spin-off, met de uitleg dat Flo van Alabama terugging naar huis in Texas. Deze serie stopte in 1981.
Holliday verscheen in verschillende televisieseries, zoals The Golden Girls (als Rose's blinde zuster Lily) en Home Improvement (als Tims schoonmoeder), en in films als Gremlins en Mrs. Doubtfire.
Ze deed ook theaterrollen op Broadway in de producties Cat on a Hot Tin Roof (waarvoor ze werd genomineerd voor een Tony Award), en een revival van Arsenic and Old Lace als een van de lieve oude tantetjes.